# Shreveport Challenger 1978
Lo Shreveport Challenger 1978 è stato un torneo di tennis facente parte della categoria ATP Challenger Series nell'ambito dell'ATP Challenger Series 1978. Il torneo si è giocato a Shreveport negli Stati Uniti dal 12 al 18 giugno 1978 su campi in cemento.

## Vincitori

### Singolare
Francisco González ha battuto in finale  Marcelo Lara con il punteggio di 7–6, 6–2

### Doppio
Rejean Genois /  Ramiro Benavides hanno battuto in finale  Woody Blocher /  Dave Bohrnstedt con il punteggio di 7–6, 4–6, 6–2